# Richard Reeve Baxter
Pour les articles homonymes, voir Reeve (nom) et Baxter.
Richard Reeve Baxter est un professeur de droit américain (14 février 1921 - 26 septembre 1980) de l'Université de Harvard puis juge à la Cour internationale de justice à La Haye de 1979 à 1980. Auteur de plusieurs articles et ouvrages sur le droit pénal international, il fut juge à la Cour d'Arbitrage de la Cour Internationale de Justice de 1968 à 1975 et membre du Comité juridique pour le respect des droits maritimes des États-Unis. 